# Dietelia verruciformis
Dietelia verruciformis är en svampart som först beskrevs av Henn., och fick sitt nu gällande namn av Henn. 1897. Dietelia verruciformis ingår i släktet Dietelia och familjen Pucciniosiraceae.   Inga underarter finns listade i Catalogue of Life.